# Гордієвка (Казахстан)
Горді́євка (каз. Гордеевка) — село у складі Буландинського району Акмолинської області Казахстану. Входить до складу Єргольського сільського округу.
Населення — 205 осіб (2021; 367 у 2009, 372 у 1999, 367 у 1989).
Національний склад станом на 1989 рік:
- росіяни — 100 %.